# Ferran de la Cerda
Ferran de la Cerda (1255 - Ciudad Real 1275), infant de Castella.
Fou el fill primogènit del rei Alfons X el Savi i la seva segona muller, Violant d'Aragó. Fou l'hereu al tron des del seu naixement però la seva mort prematura li impedí pujar al tron.
Es casà el 1269 a la catedral de Burgos amb Blanca de França, filla del rei Lluís IX de França. Van tenir dos fills:
- l'infant Alfons de la Cerda el desheretat (v 1270-1334), rei titular de Castella
- l'infant Ferran II de la Cerda (1275-1322)

El seu fill primogènit, l'Infant Alfons de la Cerda, no va heretar el tron del seu avi, ja que Sanç IV de Castella, segon fill d'Alfons X, es va rebel·lar i va usurpar el tron.